# Xiphidiola congica
Xiphidiola congica är en insektsart som beskrevs av Max Beier 1965. Xiphidiola congica ingår i släktet Xiphidiola och familjen vårtbitare. Inga underarter finns listade.